# Heterotilapia
Genre
Heterotilapia est un genre de poissons de la famille des Cichlidae qui rassemble des espèces du groupe des Tilapias, nom vernaculaire.

## Liste d'espèces
Selon Dunz et Schliewen :
- Heterotilapia buttikoferi (Hubrecht, 1881) (Zebra tilapia)
- Heterotilapia cessiana (Thys van den Audenaerde, 1968)